# Regió de Karlovy Vary
La Regió de Karlovy Vary (txec:  Karlovarský kraj ) és una sosdivisió (kraj) de la República Txeca, dins de la regió històrica de Bohèmia. La capital és Karlovy Vary (alemany Karlsbad).

## Districtes de la regió de Karlovy Vary
- Cheb District
- Karlovy Vary District
- Sokolov District

## Ciutats de la regió de Karlovy Vary
Karlovy Vary, Cheb, Sokolov, Aš, Nejdek, Jáchymov, Mariánské Lázně, Františkovy Lázně, Ostrov, Chodov, Kraslice.